# Czarna procesja

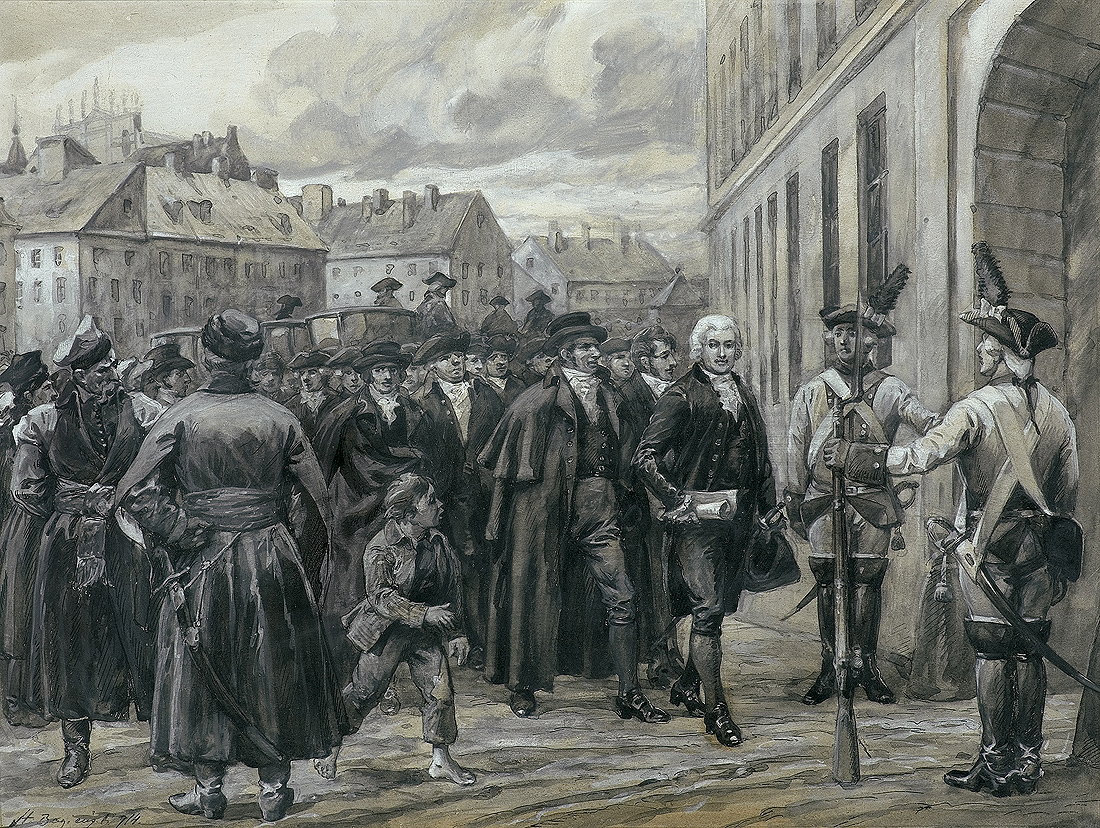
Jan Dekert na czele Czarnej Procesji przed Zamkiem w Warszawie. Akwarela Stanisława Bagieńskiego

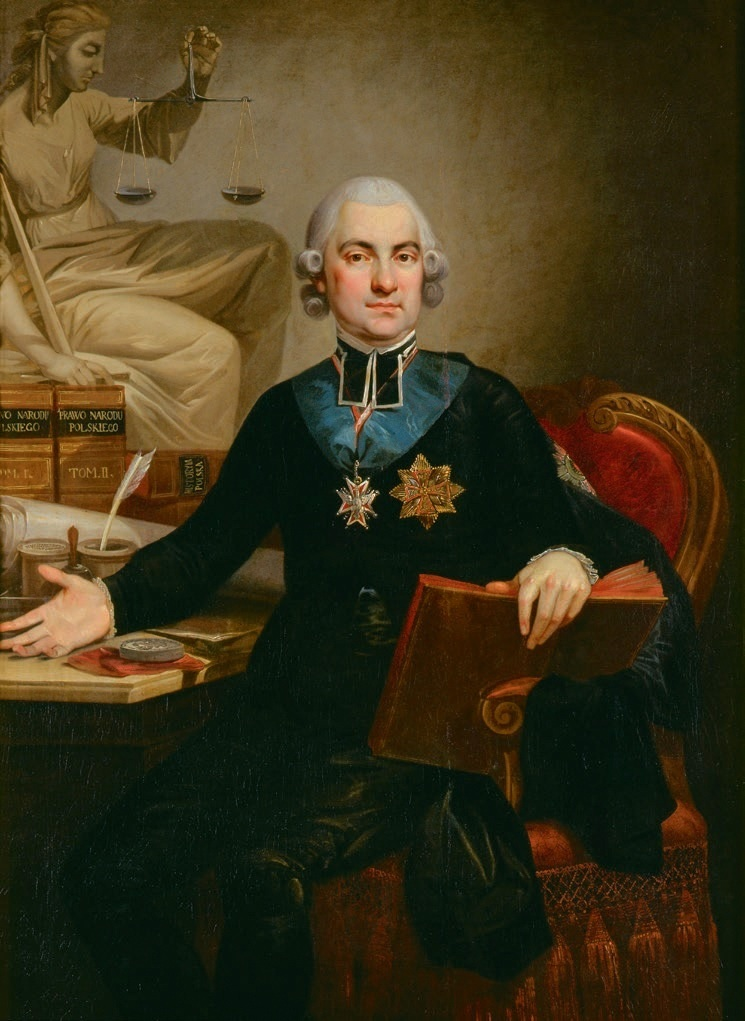
Hugo Kołłątaj – inicjator zorganizowania zjazdu przedstawicieli miast w Warszawie i czarnej procesji

Czarna procesja – manifestacja przedstawicieli 141 miast królewskich, która odbyła się 2 grudnia 1789 w Warszawie podczas obrad Sejmu Czteroletniego.

## Opis
Jesienią 1789, chcąc skłonić Sejm do zajęcia się sprawą miast, warszawski magistrat zorganizował zjazd ich przedstawicieli. 2 grudnia 1789 ubrani na czarno delegaci pod przewodem prezydenta Warszawy Jana Dekerta przejechali karetami z ratusza znajdującego się na Rynku Starego Miasta pod Zamek Królewski – miejsce obrad Sejmu Czteroletniego. Tam złożyli na ręce króla Stanisława Augusta memoriał z petycją, domagającą się przyznania praw publicznych dla mieszczan. 
Manifestacja, zwana od koloru strojów uczestników czarną procesją, przyczyniła się do powołania przez Sejm specjalnej komisji do spraw reformy ustroju, która częściowo uwzględniła postulaty zawarte w memoriale. Jej prace zakończyły się 18 kwietnia 1791 uchwaleniem prawa (ustawy) o miastach. Ustawa została później włączona do Konstytucji 3 maja. 
Wystąpienie było inspirowane przez Hugona Kołłątaja. Wzbudziło ono obawy przed wznieceniem przez mieszczaństwo rewolucji na wzór rewolucji francuskiej.